# Eraslan, Suluova
Eraslan là một thị trấn thuộc huyện Suluova, tỉnh Amasya, Thổ Nhĩ Kỳ. Dân số thời điểm năm 2010 là 1.22 người.